# Calyson
Calyson Rubens Santiago Rosa, noto semplicemente come Calyson (Manhuaçu, 25 febbraio 1993), è un calciatore brasiliano, centrocampista del Caxias.

## Caratteristiche tecniche
È un trequartista.

## Carriera
Il 24 luglio 2018 ha esordito in Série A disputando con il Ceará l'incontro perso 1-0 contro l'Internacional.